# U přejezdu
U přejezdu je přírodní památka poblíž obce Červenka v okrese Olomouc. Oblast spravuje AOPK ČR Správa CHKO Litovelské Pomoraví. Důvodem ochrany je zbytek černýšové doubravy s výskytem vstavačů.